# فرودگاه تکبانده پونتا سن پدرو
 فرودگاه تکبانده پونتا سن پدرو (به انگلیسی: Punta San Pedro Airstrip) یک فرودگاه همگانی است که یک باند فرود خاک دارد و طول باند آن ۸۲۳ متر است. این فرودگاه در کشور مکزیک قرار دارد و در ارتفاع ۲۳ متری از سطح دریا واقع شده است.